# Вулиця Ярослава Стецька (Львів)
Ву́лиця Ярослава Стецька — вулиця в Галицькому районі міста Львова, що сполучає вулиці Білозіра та Саксаганського.

## Історія
Вулиця утворилася внаслідок розпродажу колишніх земель пана Крижанівського з маєтком та великим садом. Від 1907 року — вулиця Сенаторська, 1933 року перейменована на честь польського піаніста, композитора, політика, прем'єра Польщі Ігнація Яна Падеревського. 1946 року перейменована на честь російського письменника і критика Миколи Добролюбова. 1993 року названа на честь Ярослава Стецька, українського політичного та військового діяча.

## Забудова
Вулиця Ярослава Стецька забудована переважно у стилях історизм, конструктивізм, сецесія. Більшість будинків внесені до реєстру пам'яток архітектури місцевого значення.
№ 3 — за Польщі в цьому будинку містився гінекологічний санаторій «Салюс», нині — поліклінічне відділення 4-ї міської клінічної лікарні. Будинок внесений до Реєстру пам'яток архітектури місцевого значення під охоронним № 904-м.
№ 4 — будинок споруджений за проєктом архітектора Генрика Заремби з барельєфами виконаними Зигмунтом Курчинським. Будинок внесений до Реєстру пам'яток архітектури місцевого значення під охоронним № 905-м.
№ 5 — житловий будинок споруджений у 1911 році за проєктом архітектора Тадеуша Мокловського, фасад прикрашений рельєфами, виконаними скульптором Генриком Кунзеком. Будинок внесений до Реєстру пам'яток архітектури місцевого значення під охоронним № 1243-м.
№ 6 — житловий будинок, споруджений у 1910 році за проєктом архітектора Фердинанда Касслера.
№ 13 — власна кам'яниця архітектора Євгена Кароля Червінського, споруджена у 1927—1929 роках у стилі ар-деко. Будинок внесений до Реєстру пам'яток архітектури місцевого значення під охоронним № 2103-м.